# Distichophyllum flavescens
Distichophyllum flavescens är en bladmossart som beskrevs av Jean Édouard Gabriel Narcisse Paris 1896. Distichophyllum flavescens ingår i släktet Distichophyllum och familjen Hookeriaceae. Inga underarter finns listade i Catalogue of Life.